# Petrus Hoffvenius
Petrus Erici Hoffvenius, född 14 mars 1630 i Axnäs by, Ärla socken, Södermanland, död 23 maj 1682 i Uppsala, var en svensk läkare, professor.

## Biografi
Petrus Hoffvenius var son till regementspastorn Ericus Hoffvenius och Ebba Larsdotter. Han studerade först i Strängnäs skola, där familjen bodde under något år, men när fadern fick tjänst i Björklinge fortsatte han studierna vid katedralskolan i Uppsala. Sedan inskrevs han vid universitetet i Uppsala. Till en början inriktade han studierna på orientaliska språk och filosofi samt blev som student till Olaus Stenius en anhängare av de cartesianska åsikterna. Hoffvenius vände sig sedan till medicinen, disputerade första gången 1651 för Johannes Franck, blev filosofie magister, och disputerade andra gången 1656. 
För att studera medicin företog han 1658 med kungligt stipendium en resa till Leiden, där han 1660 vann doktorsgrad för avhandlingen De Athleta hippocratico ex Aphorismo III. Johannes Franck avgick från professuren på grund av sin höga ålder, och år 1661 utnämndes Hoffvenius till hans efterträdare som professor i medicin vid Uppsala universitet, där han gjorde så betydande insatser för denna vetenskap, att han av Israel Hwasser kallades "den svenska medicinens fader och grundläggare". Han var kollega med Olof Rudbeck d.ä. som hade den andra professuren i medicin.
I en serie akademiska disputationer, Exercitationes artis medicinalis (1662–64), försökte han åt de studerande ge ett kort sammandrag av fysiologin och patologin. När Hoffvenius i några dem åtföljande teser angrep då rådande skolastiska principer, väckte detta mycken anstöt i Uppsala, och disputationsakterna utmärktes genom skärpa och livlighet. Häftigare blev striden 1665, då Hoffvenius författade en "med cartesiansk filosofi uppfylld" avhandling: Parecbasis, qua tropos epistemos seu modus considerandi medicus ad physiologiæ medicæ meliorem intellectum exhibetur. På teologernas begäran förbjöd konsistoriet avhandlingens utgivande och ställde dess författare till ansvar. Sedan ett stillestånd slutits i konsistoriet, avsände prästeståndet en deputation till universitetets kansler, greve Magnus Gabriel De la Gardie, med anhållan att den nya läran måtte förbjudas vid akademin; men striden slutade därmed, att kanslern förmanade till enighet och överlämnade frågan om den nya filosofins värde till framtidens avgörande. Genom Hoffvenius bemödanden vann medicinen i Sverige en ojämförligt större aktning än tidigare haft, samtidigt som han bildade en skola av hängivna lärjungar.  Ett litterärt minnesmärke av Hoffvenius senare lärarverksamhet är de 17 disputationer, som innefattas i Synopsis physica (1678, ny upplaga 1698). I detta arbete framlade han fysikens viktigaste läror, och det begagnades ännu långt efter hans död som lärobok i fysik.
Petrus Hoffvenius var gift med Anna Lenæa, som han förlovade sig med under studentåren, innan han avreste till Leiden. Hon var dotter till kyrkoherde Jacobus Balthazari och Margareta Lenaea, en släkting till ärkebiskop Johannes Canuti Lenaeus och svägerska till Israel Bringius. Hoffvenius dotter Margareta var gift med Israel Kolmodin.